# Сергий (Копылов)
Епи́скоп Се́ргий (в миру Ви́ктор Никола́евич Копыло́в; род. 21 августа 1983, Грязи, Липецкая область) — архиерей Русской православной церкви, епископ Борисоглебский и Бутурлиновский (с 2016).

## Биография
Родился 21 августа 1983 года в городе Грязи Липецкой области в семье служащих.
В 1998 году окончил 9 классов Грязинской общеобразовательной средней школы № 66.
В 2003 году окончил Усманский педагогический колледж в Усмани с отличием по специальности «учитель начальных классов с дополнительной подготовкой в области социально-гуманитарных дисциплин».
В 2003 году поступил в Воронежскую духовную семинарию.
28 марта 2008 года пострижен в монашество митрополитом Воронежским Сергием (Фоминым) с именем Сергий в честь преподобноисповедника Сергия (Сребрянского).
По окончании семинарии в 2008 году, 2 июля того же года назначен нести церковно-приходское послушание в Воронежской духовной семинарии. Состоял преподавателем курсов «История Русской Православной Церкви», «Основы социальной концепции Русской Православной Церкви», «Актуальные вопросы церковного управления» и старшим помощником проректора по воспитательной работе, был назначен и. о. заведующего иконописным отделением, старшим помощником проректора по воспитательной работе и преподавателем.
21 сентября 2008 года в Успенском семинарском храме Воронежа митрополитом Воронежским Сергием (Фоминым) был хиротонисан во иеродиакона.
17 ноября того же года назначен штатным клириком Успенского семинарского храма.
22 декабря 2008 года назначен секретарём церковного суда Воронежской епархии, 28 декабря 2011 года назначен на второй срок.
С 2008 года по 2014 года — заведующий иконописным отделением Воронежской духовной семинарии, преподаватель курсов «История Русской Православной Церкви», «Основы социальной концепции Русской Православной Церкви» и «Актуальные вопросы церковного управления».
16-20 марта 2009 года принял участие в V Всероссийских образовательных Знаменских чтениях
17 сентября 2009 года в Успенском семинарском храме митрополитом Воронежским Сергием (Фоминым) был хиротонисан во иеромонаха.
21 января 2012 года в воронежском католическом приходе Пресвятой Девы Марии Заступницы принял участие в «экуменической молитвенной встрече о единстве».
В 2014 году заочно окончил Московскую духовную академию.

### Архиерейство

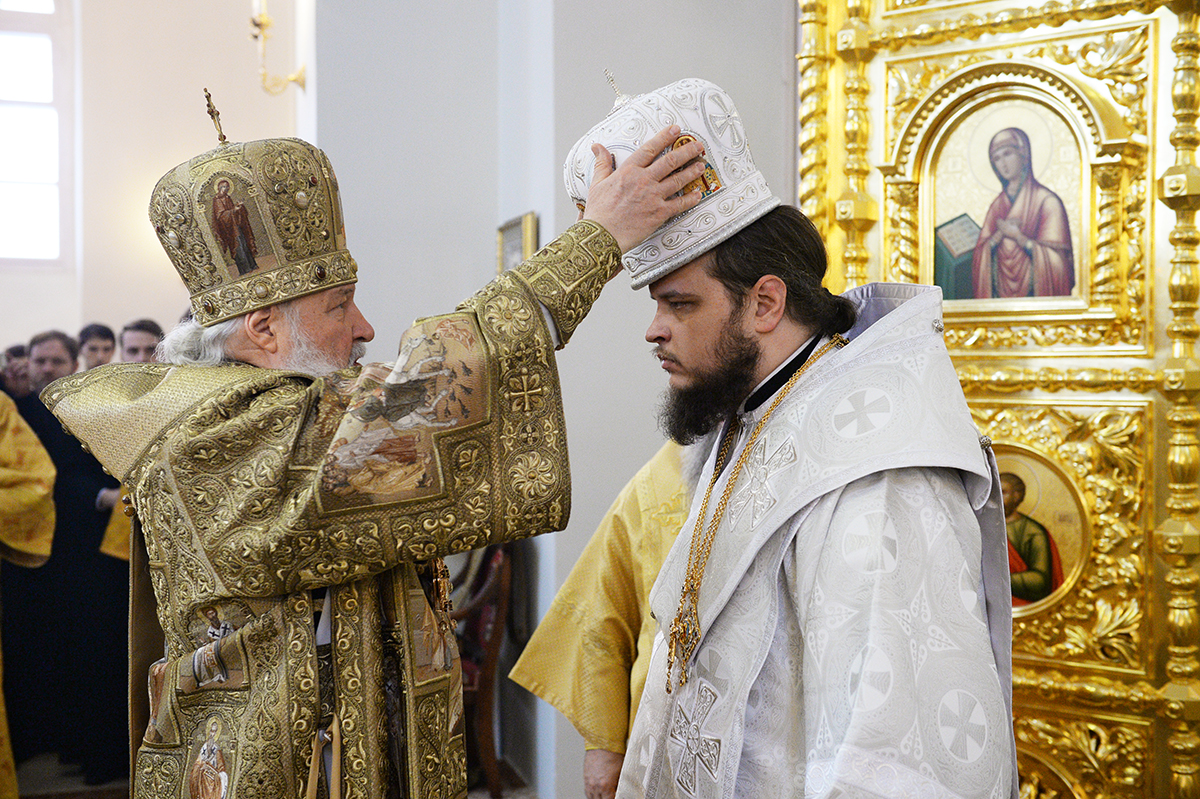
Патриарх Кирилл возлагает архиерейскую митру на Сергия во время его епископской хиротонии, 19 декабря 2015 г.

25 июля 2014 года решением Священного синода Русской православной церкви был избран для рукоположения в сан епископа Борисоглебского и Бутурлиновского.
3 августа 2014 года в Благовещенском кафедральном соборе Воронежа митрополитом Воронежским и Лискинским Сергием возведён в достоинство архимандрита.
12 августа того же года закончил работать в Воронежской духовной семинарии.
22 октября 2015 года решением Священного синода определён епископом Семилукским, викарием Воронежской епархии.
3 декабря 2015 года в Тронном зале кафедрального соборного Храма Христа Спасителя в Москве состоялось наречение архимандрита Сергия во епископа Семилукского.
19 декабря 2015 года в Крестовоздвиженском Иерусалимском ставропигиальном женском монастыре в селе Лукино городского округа Домодедово Московской области хиротонисан во епископа Семилукского, викария Воронежской епархии. Хиротонию совершили: патриарх Кирилл, митрополит Санкт-Петербургский и Ладожский Варсонофий (Судаков), митрополит Воронежский и Лискинский Сергий (Фомин), архиепископ Сергиево-Посадский Феогност (Гузиков), епископ Солнечногорский Сергий (Чашин), епископ Россошанский и Острогожский Андрей (Тарасов), епископ Валуйский и Алексеевский Савва (Никифоров).
3 июня 2016 года решением Священного синода РПЦ назначен епископом Борисоглебским и Бутурлиновским.

## Публикации
- Практическая реализация прав и обязанностей епископа на примере архиерейского служения // Труды Воронежской духовной семинарии. 2025. — Выпуск 1 (20). — C. 5-12.